# The Stars (Are Out Tonight)
«The Stars (Are Out Tonight)» (с англ. — «Звёзды (Загораются сегодня)») — песня, исполненная английским певцом Дэвидом Боуи и выпущенная в качестве второго сингла из его студийного альбома The Next Day. Она была написана Боуи и спродюсирована Тони Висконти. Официальный видеоклип, срежиссированный Флорией Сигизмонди, был выпущен 25 февраля, а на следующий день композиция поступила в цифровую дистрибуцию. На видео, стилизованном под мистический триллер, была задействована британская актриса Тильда Суинтон, сыгравшая жену Дэвида. Роль мистических существ исполнили австралийская манекенщица Андреа Пежич и нидерландская модель Саския де Брау. На физическом носителе песня была выпущена в ограниченном издании сингла Where Are We Now?, вышедшем 20 апреля 2013 года.
Композиция была хорошо принята критиками. Джейсон Хеллер, журналист интернет-журнала The A.V. Club, подчёркивает дуализм понятия «звезда»; по его мнению, в данной песне говорится о звёздах, как о части поп-культуры, так и по-настоящему значимых персонах, как космонавты.

## Позиции в чартах
| Год  | Страна     | Позиция |
| ---- | ---------- | ------- |
| 2013 | Израиль    | 9       |
| 2013 | Ирландия   | 89      |
| 2013 | Нидерланды | 88      |